# Археолошки локалитет Орнице
Археолошки локалитет Орнице се налази у атару села Враново, уз леву обалу реке Језаве, код Смедерева.
Локалитет је на узвишици тако да заузима доминанатан положај према пространој долини реке Велике Мораве. Име налазишта потиче од назива за истоимени потез Орнице. Налазиште је сложено и вишеслојно, што потврђује континуитет живљења на овом подручју у распону од старијег гвозденог доба (800 – 500 година п. н. е.) до позно-римског периода (III-IV век н.е.), па све до данас. У оквиру овог простора налази се и мање узвишење које мештани називају Умка. На узвишењу су откривени остаци мањег зиданог објекта од камена, вероватно куле стражаре из римског периода. Према положају имала је важну улогу у контроли пута дуж леве обале реке Језаве, паралелне са Моравском долином.
Најзначајнију појединачну целину представља опеком зидана гробница са двоводним кровом, која је изнутра била обложена хидростатичким малтером и осликана флоралним мотивима. На основу типа гробнице и покретних налаза откривених у њој, може се датовати у период с краја II и почетка 3. века н.е. Сличне гробнице откривене су у близини, унутар комплекса Нове железаре, приликом њене изградње и у оквиру некрополе Виминацијума. 